# Tuoptemeer
Het Tuoptemeer, Zweeds: Tuoptejaure, Samisch: Duoptejávri, is een meer in Zweden. Het meer ligt in de gemeente Kiruna ten noorden van het Torneträsk in een streek waar de naam Tuopte of Duopte in allerlei variaties voorkomt. Het water in het meer komt van beken van de bergen in de omgeving, waaronder van de Balggesberg en de Tuopteberg en uit de Westelijke Tuopterivier, waardoor het na het meer ook weer verder doorstroomt. Midden in het meer ligt een klein eiland.
Afwatering: meer Tuoptemeer → Westelijke Tuopterivier → Torneträsk → Torne → Botnische Golf